# Raslakite
La raslakite è un minerale appartenente al gruppo dell'eudialite.